# Glyptorhagada umberatana
Glyptorhagada umberatana är en snäckart som beskrevs av Cotton 1953. Glyptorhagada umberatana ingår i släktet Glyptorhagada och familjen Camaenidae. Inga underarter finns listade i Catalogue of Life.